# Bolzen (Befestigung)

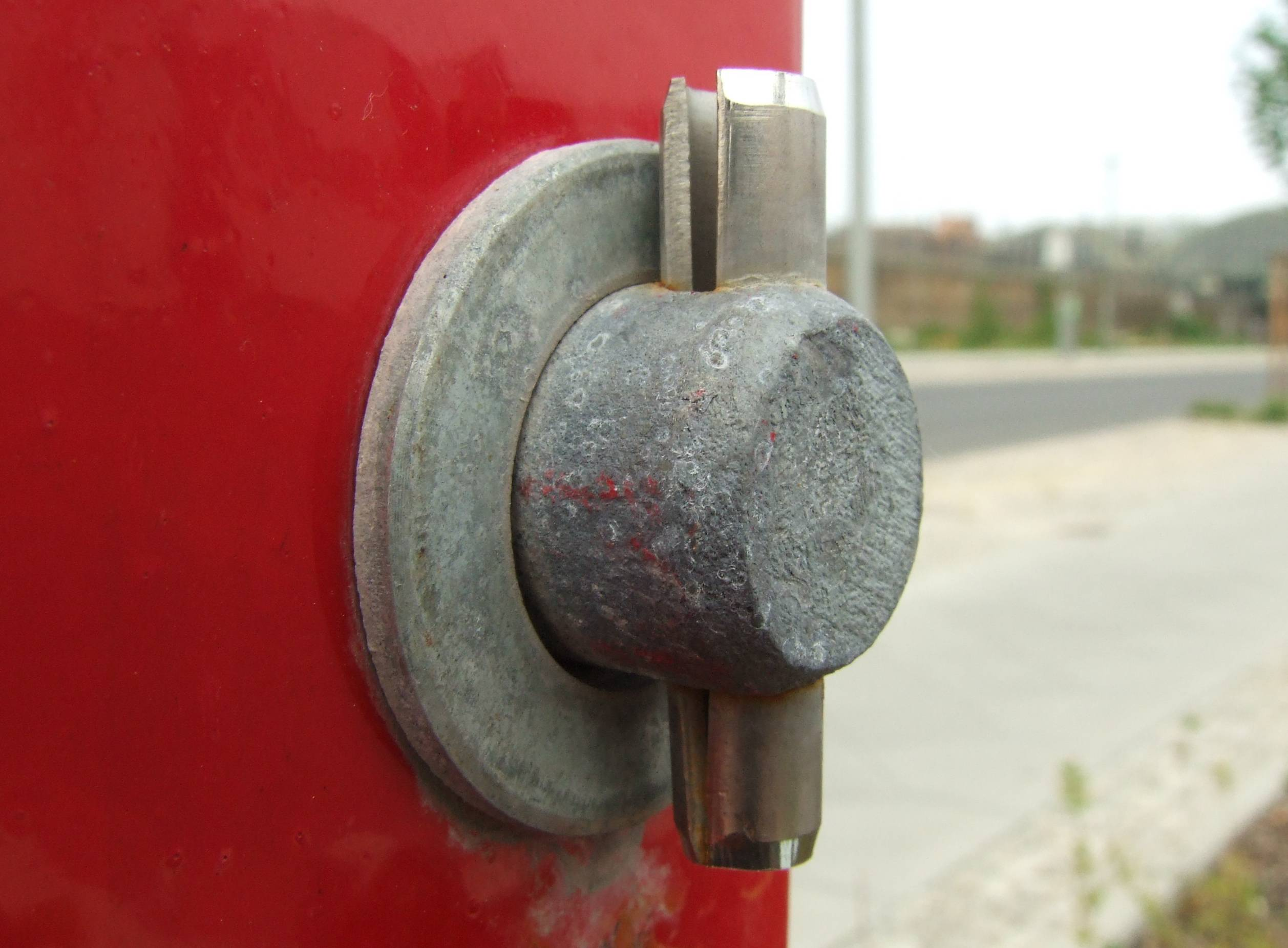
Überstehendes Ende eines Bolzens, axial gesichert mit Spannstift in Querloch

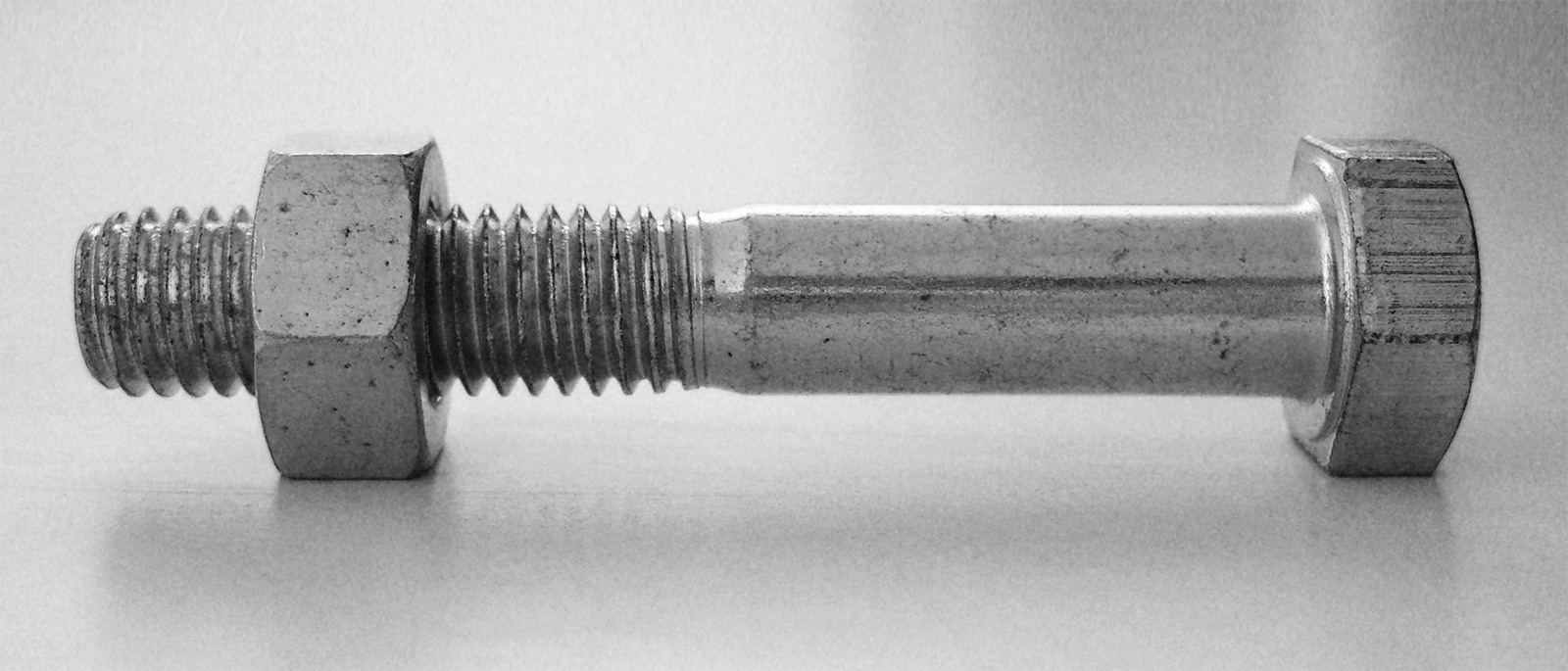
Schrauben mit Teilgewinde werden Schaftschrauben genannt; aus dem Englischen erfolgt manchmal die Bezeichnung Bolzen, die aber hier unzutreffend ist, da ein Bolzen keinen Schraubenkopf aufweist.

Das Maschinenelement Bolzen ist ein zylinderförmiges Verbindungselement.
Im Unterschied zu Stift und Niet wird ein Bolzen meist mit Radialspiel in die Aufnahmebohrung eingesetzt, so dass er leicht demontierbar ist.
Ein einfacher Bolzen wird verwendet, wenn nur Querbelastung durch Scherung (und in geringerem Maße Biegung) besteht (siehe Scherlochleibungsschraubverbindung). Für axiale, d. h. Längsbelastungen durch Zugkraft werden häufig Bolzen mit Gewinde (für Muttern) eingesetzt, die dann auch als Schrauben bezeichnet werden. Alternativ können zusätzliche Formelemente wie Kopf (Bundbolzen), Querloch (für Splinte, seltener Spannstifte), Quernut für Achshalter oder umlaufende Nut (für Sicherungsring/Stellring) vorgesehen werden, um einen Formschluss zwischen Bolzen und den zu verbindenden Teilen herzustellen und den Bolzen gegen Herausfallen zu sichern.
Bolzen sind in den Normen ISO 2340 (ohne Kopf) und ISO 2341 (mit Kopf), sowie in der DIN 1445 (mit Kopf und Gewindezapfen) erfasst.
Bolzen werden häufig für schnell und oft zu lösende Verbindungen eingesetzt, zum Beispiel:
- im Transportwesen zur Sicherung von Containern oder der Ladeplanken von Lastkraftwagen
- im Bauwesen für temporär erstellte Bauwerke wie Gerüste, Großzelte, Behelfsbrücken

Für weniger oft zu lösende Verbindungen werden Schrauben verwendet.
Querkraft-Verbindungen, die nicht wieder gelöst werden müssen, wurden früher häufig durch Niete (meistens Vollniete), heute meistens durch Schweißen hergestellt.

## Varianten
- Passbolzen mit geringem Spiel[1] (Passbolzen ohne Spiel oder mit Presspassung werden eher als Stift bezeichnet)
- Gelenkbolzen können Teil eines Drehgelenks sein, z. B. in Türbändern, Laschenketten oder Stangenverbindungen.[2]
- Als Gewindebolzen oder Schraubenbolzen werden gelegentlich Schrauben mit Teilgewinde oder größer dimensionierte Madenschrauben bezeichnet.
- Stehbolzen sind fest mit einem größeren Bauteil verbunden. Sie sind insofern keine typischen Bolzen, als dass sie nicht ohne weiteres zu entfernen sind und als Gewinde-Stehbolzen eher Längskräfte als Scherkräfte aufnehmen. Stehbolzen werden an einem Ende beispielsweise durch Vernieten (Nietbolzen) bzw. Verpressen, Versplinten, Kleben, Schweißen oder durch eine Gewindeverbindung in einem Sackloch befestigt. Eine typische Anwendung ist die Befestigung des Zylinderkopfs von Verbrennungsmotoren auf dem Kurbelwellengehäuse.
- Bundbolzen tragen an einem Ende einen Bund bzw. einen Kopf
- Senkbolzen tragen einen Senkkopf und werden ebenso wie Bolzen mit Gewindezapfen als festsitzende Lager- und Achsbolzen (Stehbolzen) eingesetzt, z. B. bei Laufrollen und Türscharnieren.[2]
- Quermutterbolzen mit Bohrung quer zur Achse und Innengewinde
- Brechbolzen dienen der Sicherung gegen Überlast. Sie können eine Sollbruchstelle enthalten, um bei Überlastung abzureißen, oder sie haben eine Hohlachse mit innenliegender Achse und scheren beim Überschreiten eines gewissen Drehmoments ab.
- Kopfbolzen stellen einen Verbund zwischen Beton und Stahl her, auf den sie meist durch Lichtbogenbolzenschweißung aufgebracht werden.
- Kraftmessbolzen dienen zur Messung der im Bolzen auftretenden Querkräfte, etwa über Dehnungsmessstreifen oder Magnetspulen.
- Pyrobolzen enthalten im Inneren eine Sprengladung, um sie gezielt durchtrennen zu können.
- Kugelsperrbolzen dienen zum schnellen Trennen von Bauteilen. Sie werden durch eine federbelastete Kugel in ihrer Position gesichert.
- Schlagbolzen, ein Bauteil von Feuerwaffen.